# Margaret River (ort)
Margaret River är en ort i Australien. Den ligger i kommunen Augusta-Margaret River Shire och delstaten Western Australia, omkring 230 kilometer söder om delstatshuvudstaden Perth. Orten ligger 97 meter över havet och antalet invånare är 5 584.
Margaret River är känt för sina fina viner.
Runt Margaret River är det mycket glesbefolkat, med 3 invånare per kvadratkilometer.. Margaret River är det största samhället i trakten.
Trakten runt Margaret River består till största delen av jordbruksmark. Genomsnittlig årsnederbörd är 1 147 millimeter. Den regnigaste månaden är maj, med i genomsnitt 198 mm nederbörd, och den torraste är februari, med 10 mm nederbörd.